# Prosopocoilus flavidus
Prosopocoilus flavidus es una especie de coleóptero de la familia Lucanidae.

## Distribución geográfica
Habita en la Península de Malaca, Borneo y Sumatra.